# Burgstall Wiesethbruck
Der Burgstall Wiesethbruck, auch Schloss Wiesethbruck genannt, ist eine abgegangene mittelalterliche Wasserburg am Nordufer der Wieseth etwa 150 Meter südsüdöstlich von Wiesethbruck, einem heutigen Gemeindeteil des Marktes Bechhofen im mittelfränkischen Landkreis Ansbach in Bayern.

## Geschichte
Um 1300 war die Burg Sitz von „Ulrich von Wiesenbrugg“ und seinen Söhnen, die im ältesten eichstättischen Lehenbuch als die Lehnsherren genannt wurden. Nach Herrschaftswechseln erscheint 1455 Fritz von Halderstetten, genannt Stettner, als Besitzer von Wiesethbruck. Eine von Albrecht Schenk von Geyern 1716 in Auftrag gegebene Renovierung der Burg wurde nicht ausgeführt.
Von der von der Wieseth umflossenen Wasserburganlage sind keine Reste erhalten.